# Saint-Hippolyte-de-Montaigu
Saint-Hippolyte-de-Montaigu is een gemeente in het Franse departement Gard (regio Occitanie) en telt 206 inwoners (2005). De plaats maakt deel uit van het arrondissement Nîmes.

## Geografie
De oppervlakte van Saint-Hippolyte-de-Montaigu bedraagt 4,1 km², de bevolkingsdichtheid is 50,2 inwoners per km².
De onderstaande kaart toont de ligging van Saint-Hippolyte-de-Montaigu met de belangrijkste infrastructuur en aangrenzende gemeenten.

## Demografie
Onderstaande figuur toont het verloop van het inwonertal (bron: INSEE-tellingen).